# Рудольф Індрух
Рудольф Індрух (пол. Rudolf Indruch, 7 лютого 1892, Львів — 24 січня 1927, там само) — архітектор, інженер, художник, капітан Війська польського.

## Біографія
Народився у Львові. Батько Ян Індрух (1860—1912), колишній солдат австрійського війська, що після демобілізації оселився у Львові та працював листоношею, словак за національністю. Мати Алена Ґроссова — чешка за національністю. 1912 року закінчив реальну гімназію. Вступив на архітектурний факультет Львівської політехніки. Перервав навчання, беручи участь у Першій світовій війні у австрійському війську. Був надпоручиком саперів. Пізніше учасник українсько-польської війни. Як офіцер 1-го полку польських стрільців брав участь у вуличних боях за Львів. Учасник польсько-радянської війни, де був тяжко поранений. Отримав відзнаки «Хрест оборони Львова» і «Орлята». 1922 року демобілізувався в ранзі капітана. Того ж року одружився із Ядвіґою Сікорською (1887—1977). 1923 року закінчив навчання із дипломом інженера-архітектора. Тоді ж став членом Політехнічного товариства у Львові. Викладав у Політехніці. Спочатку як асистент, згодом як старший асистент кафедри декоративного рисунку і оздоблення інтер'єрів. Окрім архітектури займався пейзажним живописом, пишучи в імпресіоністичній манері («Вид вулиці св. Войцєха у Львові», «Церква», «Мальви»). Розробляв проєкти стінопису («Свята Трійця»), проєктував ужиткові речі. Учасник мистецьких виставок Товариства приятелів красних мистецтв. 1913 року експонував олійні пейзажі на VI щорічній виставці Союзу студентів арітектури у Львові. 1926 року відбулась персональна виставка. 1921 року, ще будучи студентом 5 курсу, переміг у конкурсі на проєкт Меморіалу орлят у Львові. Проєкт критиковано через, як вважалось, надмірний розмах і вартість. Індрух зрікся конкурсної винагороди і гонорарів за подальші проєктні роботи на користь будівництва. Був автором ще кількох споруд. В архітектурній творчості притримувався форм модерну, ар деко і неокласицизму.
Рудольф Індрух проживав у Львові на вулиці святого Войцєха, 9 (нинішня Довбуша). Згодом оселився неподалік на святого Войцєха, 4. Дітей не мав. Помер 24 січня 1927 року у Львові від туберкульозу. 27 січня урочисто похований на Цвинтарі орлят.

## Роботи
- «Меморіал Орлят» на Личаківському цвинтарі. Проєкт обрано на конкурсі 1921 року серед чотирьох претендентів.[4] Домінантою цвинтаря мала бути колонада з тріумфальною аркою, через яку вела східчаста алея зі сторони Погулянки. За колонадою заплановано т. зв. «катакомби», а далі над ними височіла каплиця. Родинам було дозволено встановлювати індивідуальні надгробки. Задум був незвичним як для тодішніх військових цвинтарів, які відрізнялись монотонністю вирішень. До реалізації залучено будівничого Антонія Нестаровського, скульпторів Ю. Ружиського, Ю. Стажинського, К. Сокальського. Відкрито 11 листопада 1934 року. 1976 року зруйновано. Відбудовано у зміненому вигляді без колонади у 1989—2005 роках.
- Пам'ятник загиблим в українсько-польській війні полякам поблизу залізничної станції на Персенківці у Львові. Споруджений 1924 року під керівництвом Антонія Нестаровського.[5] Знищений після другої світової війни. Зберігся фундамент.
- Житловий будинок для офіцерів на вулиці Городоцькій, 42. Спроєктований 1926 року на замовлення Фонду військового квартирування. Спорудження завершено 1930 року вже після смерті Індруха.
- Жіночий студентський гуртожиток Львівського університету, що на нинішній вулиці Студентській, 2. Початковий проєкт розроблено Індрухом у співавторстві з Олександром Каплонським.[6] Пізніше будівництво продовжили Каплонський і Чеслав Мюллер. 1927 року завершено перше крило, у 1929|1930 — друге.[7]
- Проєкти кількох житлових та військових споруд, призначених для конкурсів (не були відзначені).